# Cumarina
As Cumarinas são metabólitos secundários encontrados em diversas plantas, como guaco e erva-doce. São amplamente utilizadas como aromatizantes, em cosméticos, por exemplo. Estas podem ser classificadas como heterosídeos, sendo estruturalmente lactonas do ácido o-hidroxi-cinâmico.

## Síntese e Biogênese
As cumarinas são sintetizadas principalmente através da reação de Perkin, que consiste na reação de um salicilaldeído com o anidrido acético na presença de acetato de sódio anidro e calor. As cumarinas são derivadas do metabolismo da fenilalanina, tendo como um de seus precursores o ácido p-hidróxi-cinâmico, conhecido como ácido-p-cumariníco, que é hidroxilado na posição C-2. Esse derivado sofre isomerização foto catalizada da ligação dupla, dessa forma o isômero E é transformado em isômero Z. Esse se lactoniza espontaneamente, produzindo a umbeliferona. A prenilação do anel benzênico nas posições 6 ou 8 da 7-hidróxi-cumarina é o passo inicial na biogênese das furano- e piranocumarinas. No entanto, a ciclização da 6- ou 8-isoprenilcumarina ocorre por ataque nucleofílico ao epóxido formado pela oxidação na ligação dupla. A biogênese de cumarinas poderá ser induzida em resposta a um estresse biótico ou abiótico, por uma deficiência nutricional, por mensageiros químicos, como os hormônios vegetais e outros metabólitos externos. Como exemplo, a escopoletina e aiapina acumulam-se nos tecidos do girassol (Helianthus annuus L.) após ter sofrido lesão mecânica, ataque por insetos ou inoculação com fungos.

## Estrutura química, reatividade e fototoxicidade
As cumarinas fazem parte dos metabolitos denominados como benzopiranonas e são classificadas como heterosideos. No grupo
das cumarinas, em sua estrutura química há um anel benzênico fundido com uma lactona e seu nome de acordo com a IUPAC é
1,2-benzopirona ou 2H-1- benzopir-2-ona. As cumarinas podem ser subdividas em cumarinas simples, furanocumarinas, piranocumarias e as cumarinas substituídas noanel de lactona dependendo de sua estrutura química. As cumarinas produzem assim metabolitos semelhantes à vitamina K1 que irão competir com a síntese de fatores de coagulação II, VII, IX, X e das proteínas C e S, antagonizando a vitamina K1 e fatores de coagulação do sangue. Por este mecanismo as cumarinas são usadas em raticidas e outros venenos com vista à exsanguinação de mamíferos e outras espécies.
Antigamente, as furocumarinas eram também utilizadas no tratamento de doenças de pele como psoríase, no entanto, foram relacionadas com a incidência crescente de câncer de pele, o que se explica pelas suas características tóxicas e a sua capacidade de absorção de raios ultravioleta (UV). A faixa do comprimento absorvida é entre 300 a 400 nm (UVA).
As moléculas de cumarina reagem com DNA, RNA, proteínas e lipídeos ocasionando danos nas células. As
furocumarinas irão ligar as bases pirimídicas do DNA levando a mutações citoplasmáticas na qual, a mais comum é a
fitofotodermatite, caracterizada por erupções bolhosas, hiperpigmentação, eritema e formação de vesículas.

## Espécies botânicas que contêm cumarinas

### AesculushippocastanumL.
Nomes populares: Castanheiro-da-índia.
Família: Sapindaceae.
Partes utilizadas: Semente e casca dos ramos
Constituintes: saponinas denominada escina , flavonoides, canferol, quercetina, astragalina, isoquercetina, rutina, triterpenoides friedelina, taraxerol e espinasterol, fitosteróis, epicatequinas, antocianidinas, glicosídeos cumarínicos como a esculetina, escopolina, escopoletina e fraxina, cumarina, Glicosídeos agliconas , taninos, flavonoides e antocianinas.
Efeito: anti-inflamatório, venotônico (aumento do tônus venoso), antiexsudativo e antiedematoso. insuficiência venosa crônica, hemorroidas e veias varicosas e edemas pós-operatórios (Glaucia de Azevedo Saad,2018).

### Arnicamontana
Nome popular: arnica.
Família: Asteraceae
Partes utilizadas: planta toda.
Constituintes: triterpenos como o ardinol pradiol e arnisterina, além de compostos como: lactonas sequiterpênicas, flavonoides, isoquercetina, luteolina, astragalina, tanino, resinas, cumarinas, carotenoides, arnicina, arnicaína, fitosterina ácido clorogênico, ácido cafeico, tantino, quercetina e lactonas.
Efeitos: antisséptico, anti-inflamatório, analgésico, tônico e estimulante do sistema nervoso.
Observação: essa planta deve ser empregada para uso externo, devido sua toxicidade. O uso interno deverá ser feito somente mediante a prescrição médica.

### Bauhiniaforficata
Nome popular: Pata-de-vaca, unha-de-vaca, unha-de-boi, mão-de-vaca, mão-de-boi.
Família: Fabaceae.
Parte utilizada: folhas
Constituintes: alcaloides, taninos, cumarinas, esterídes, rutina,quercetina, flavonoides (entre eles a kaempferitrina responsavel pelo efeito hipoglicemiante), glicsídeos, pinitol e ácidos organicos, terpenoides, triterpenos e glicoproteína.
Efeitos: hipoglicemiante, diurética, hipolipemiante, analgésica, anti-inflamatória e antidermatosa.

### JusticiapectoralisJacq.
nomes populares Anador, chachambá, trevo-cumaru, trevo-do-pará
Família Acanteceae
Parte utilizada Folhas
Constituíntes: alcaloides, ligninas, flavonoides e terpenoides, cumarina, saponinas, taninos, antraquinonas e ácidos graxos.
Efeito: antibacteriana, atividade larvicida, estrogênicos, progestogênicos e anti-inflamatórios, antinociceptivo, broncodilatador e analgésico em dores de cabeça.

### Lavandulaofficinalis
Nome popular: Alfazema, lavanda, rosmaninho (na região centro e sul de Portugal)
Família: Lamiaceae
Parte utilizada: toda a planta com preferência nas flores.
Constituintes: óleo essencial, cumarina, asparagina, betaína, tanino, limoneno, sesquiterpenos, gerânio, amiláceos e glicose.
Efeitos: antimicrobiano, expectorante, antiespasmódico, sedativo, carminativo, diurético, cicatrizante, estimulante da circulação periférica (indicado para câimbra), antirreumático, antiasmático, sudorífero, diaforético e antidepressivo (Costa, Eronita de Aquino, 2014).

### Leonotisnepetaefolia
Nome popular: Cordão-de-frade
Família: Lamiaceae
Parte utilizada: folhas e talos
Constituintes: terpeno, lactonas, tanino, cumarinas, diterpeno, lactonas sequiterpênicas, flucoside, diterpeno metoxipetefolio, ácido labdânico, álcoois terpênicos, nepetefolinol e leonitina.
Efeitos: adrenérgico, balsâmico, antiespasmódico, diurético, estomáquico, carminativo, calmante, febrífuga, boncodilatadora, anti-hemorrágica e antirreumática (Costa, Eronita de Aquino, 2014).

### Matricariachamomilla;Chamomilarecutita
Nome popular: camomila
Família: Asteraceae.
Partes utilizadas: flores.
Constituintes: flavonoides, camazuleno, cinarina, mucilagem, colina, terpenos, cumarinas,motricina, pró-camazuleno, oleoessencial de sesquiterpenos, ácido antêmico, antesterol, apigenina, ácido tônico, inositol e apigenol.
Efeito: antiespasmódica, antidiarreica, analgésica, antialérgica, anti-inflamatória, antimicótica, carminativa, calmante, sedativa, antinevrálgica, diurética, descongestionante, diaforética, antibacteriana e espamódica (Costa, Eronita de Aquino, 2014).

### Mikaniaglomerata
Nome Popular: Guaco, erva-de-serpentes, cipó-catinga, erva-de-cobra, uaco, erva-cobre e guaco-do-cheiro.
Família: Asteraceae
Partes utilizadas: folhas.
Constituintes: óleo essencial, taninos, saponinas, substância amarga (guacina), cumarinas, guacosídeo. Partes utilizadas: folhas
Efeitos: anti-inflamatório, broncodilatador, expectorante, antiespasmódicos, antiprotozoários (parasitas), anti-cândida e uma pequena atividade contra outras bactérias.

### Mikaniahirsutissima
Nome popular: cipó-cabeludo
Família: Asteraceae
Parte utilizada: folhas.
Constituintes: Catequinas, flavonoides, óleo essencial, cumarina, tanino, saponinas, resinas, favonas e ácidos terpênicos.
Efeito: Anti-inflamatório, antirreumático, antinevralgico, antialbuminurgico, diurético e antiarrítimico.

### Pimpinellaanisum
Nome popular: anis, anis verde e erva-doce
Família: Apiaceae
Parte utilizada: folhas e flores
Constituintes: óleo essencial, acetaldeído, enxofre, glicerídeos, terpenos, ácido esteárico, ácido oleico, anetol e cumarina.
Efeitos: carminativo, diurético. Antisséptico, expectorante, antiespasmódico, estimulante geral das glândulas digestivas, estomático e sedativo.

## Ações biológicas
Em estudos de 2003, cumarinas apresentaram atividade antiprotozoária “in vitro”, como o combate às tripomastigostas da especia Trypanosoma cruzi. Em estudos de 2002, derivados cumarínicos e furanocumarínicos se mostraram promissores anti-hipertensivos e/ou espasmolíticos; o Ostol, derivado cumarínico, se tornou um candidato ao tratamento da impotência. Ainda, observa-se atividade antibacteriana e antiviral das cumarinas. Outros estudos, demonstram a atividade antioxidantes e anti-inflamatórias das cumarinas.
As cumarinas, frequentemente, são empregadas como anticoagulante, antitumoral, antifúngico, pesticida, aromatizante, tendo odor agradável e doce, além para o tratamento de asma. Em estudos, realizados em 2005, sobre plantas medicinais utilizadas por alguns índios, demonstrou ainda, atividade antinocieptiva e broncodilatora. Tais ações são atribuídas graças a presença de cumarinas na composição. Por esse motivo, é utilizada popularmente no tratamento de doenças respiratórias.
As cumarinas possuem propriedades fotossensibilizantes sendo assim responsável pela repigmentação, desta forma, vem sendo  empregados para o tratamento do vitiligo medicamentos a base de cumarinas. A varfarina é um anticoagulante que vem sendo utilizado na prevenção de eventos tromboembólicos, o mesmo é composto por dicumarol que é o agente anticoagulante descoberto por Karl Paul Link. O dicumarol foi aperfeiçoado como hidroxicumarina na década de 50 e vem sendo administrado por via oral em seres humanos.

## Usos na medicina tradicional
As cumarinas são utilizadas tradicionalmente como broncodilatadores e expectorantes no tratamento de doenças respiratórias como a asma, bronquite, gripe, tosse e resfriado. Possuem propriedades analgésicas, antipirética e anti-inflamatória para febres, dores estomacais, reumatismo, inflamações intestinais e úlceras, além de terem ação como anticoagulante no tratamento de distúrbio da coagulação sanguínea.

## Medicamentos fitoterápicos à base de cumarina
Xarope de guaco: Indicações → expectorante.
Tintura de guaco: Indicações → expectorante.
Tintura de Erva-Doce: Indicações → anorexia, dispepsia; distensão abdominal, flatulência, digestão lenta, diarréia pastosa, cólicas abdominais e menstruais e hipogalactia.
Tintura de Laranja da Terra: Indicações → gripes e resfriados, tosse com expectoração, alergias respiratórias, ansiedades, dispepsias, cólicas abdominais, auxiliar no controle da obesidade.
Xarope Expectorante de Guaco e Laranja da Terra: Indicações → o xarope à base de carboximetilcelulose composto é indicado para pacientes diabéticos que devem evitar o uso de mel e açúcar. Bronquite, gripes e resfriados, alergias respiratórias, tosses rebeldes, faringites e amigdalites.
Loção Antiparasitária com Arruda, Boldo e Melão de São Caetano: Indicações → pediculose.

## Referência
. ALMEIDA, Giselle Viana de; Modificação estrutural e avaliação da citotoxidade frente a larvas de Artemia Salina defurocumarinas isoladas de Brosimum Gaudichaudii. Universidade Estadual do Norte Fluminense. Campos dos Goytacazes, agosto, 2006.
 Brasil. Agência Nacional de Vigilância Sanitária. Formulário de Fitoterápicos da Farmacopéia Brasileira / AgênciaNacional de Vigilância Sanitária. Brasília: Anvisa, 2011. p. 84 e p. 121. Disponível em < http://portal.anvisa.gov.br/documents/33832/259456/Formulario_de_Fitoterapicos_da_Farmacopeia_Brasileira.pdf.
 BRASIL. Ministério da Saúde. Informações Sistematizadas da Relação Nacional de Plantas Medicinais de Interesse ao SUS : Mikania glomerata Spreng., Asteraceae – Guaco . Ministério da Saúde, Secretaria de Ciência, Tecnologia e Insumos Estratégicos, Departamento de Assistência Farmacêutica e Insumos Estratégicos. – Brasília: Ministério da Saúde, 2018. 92 p.
 Costa, Eronita de Aquino - Nutrição e fitoterapia: tratamento alternativo atravez das plantas – 3. ed. - Petrópolis, Rio de Janeiro: Vozes, 2014.
DE SOUZA, Simone Machado. Atividade antibacteriana de cumarinas naturais e derivados. 2005. 94 p. Dissertação de Mestrado de Biotecnologia – Universidade Federal de Santa Catarina. Florianópolis, 2005.
. DIAS, Ana Rita da Silva Vargas Guerreiro. Cumarinas: Origem, distribuição e efeitos tóxicos. Instituto superior de ciências da saude egas Moniz, junho 2015.
. Glaucia de Azevedo Saad [et al.] - Fitoterapia contemporânea: tradição e ciência na prática clínica - 2. ed. - Rio de Janeiro: Guanabara Koogan, 2018.
 Hamerschlak & Rosenfeld. Heparina e anticoagulantes na trombose venosa e embolia pulmonar. Arq Bras Cardiol volume 67, (nº 3), 1996.
9. INFINITY PHARMA. Cumarina: antivaricoso. 2017. Acesso em julho de 2019. Disponível em: <https://infinitypharma.com.br/uploads/insumos/pdf/c/cumarina.pdf>.
10. Manual terapêutico de fitoterápicos -2010 link<http://www.rio.rj.gov.br/dlstatic/10112/3424596/4135676/MANUALTERAPEUTICOFITOTERAPICO.pdf>.
11. MORAIS, S.M. et al. Plantas medicinais usadas pelos índios Tapebas do Ceará. Revista Brasileira de Farmacognosia, 15(2): 169-177, Abr./Jun. 2005.
12. SANTOS, S. C.; Caracterização cromatográfica de extratos medicinais de guaco: Mikania laevigata SchulyzBip. ex Baker e M. glomerata Sprengel e ação de M. laevigata na inflamação alérgica pulmonar. 2005. 93p. Dissertação (Mestrado em Ciências Farmacêuticas) – Departamento de Farmácia, Universidade do Vale do Itajaí, Itajaí.
13. VIEIRA, Lucas Campos Curcino. Síntese de uma coleção de cumarinas, possíveis inibidores da enzima.

1. ↑  «Cumarinas». Sociedade Brasileira de Farmacognosia. Consultado em 10 de julho de 2019
2. 1 2  ALMEIDA, Giselle Viana de (2006). «Modificação estrutural e avaliação da citotoxidade frente a larvas de Artemia Salina de furocumarinas isoladas de Brosimum Gaudichaudii». Universidade Estadual do Norte Fluminense.
3. 1 2 3 4  Registo de CAS RN 91-64-5 na Base de Dados de Substâncias GESTIS do IFA.
4. ↑  Herbert Otteneder, in: Roempp Online - Version 3.5, 2009, Georg Thieme Verlag, Stuttgart.
5. ↑  Catálogo da Merck Cumarina acessado em 23. März 2011
6. 1 2  Brasil, Agência Nacional de Vigilância Sanitária (2011). «Formulário de Fitoterápicos da Farmacopéia Brasileira / Agência Nacional de Vigilância Sanitária» (PDF). Agência Nacional de Vigilância Sanitária. Brasília: Anvisa,. Consultado em 4 de julho de 2019
7. 1 2  Brasil, Ministério da Saúde (2018). «Informações Sistematizadas da Relação Nacional de Plantas Medicinais de Interesse ao SUS : Mikania glomerata Spreng., Asteraceae – Guaco». Ministério da Saúde, Secretaria de Ciência, Tecnologia e Insumos Estratégicos, Departamento de Assistência Farmacêutica e Insumos Estratégicos
8. 1 2 3 4 5  Saad, Glaucia de Azevedo [et al.]. (2018). Fitoterapia contemporânea: tradição e ciência na prática clínica. Rio de Janeiro: Guanabara Koogan
9. 1 2 3 4 5 6 7 8  Costa, Eronita de Aquino (2014). Nutrição e fitoterapia: tratamento alternativo através das plantas. Petrópolis, Rio de Janeiro: Vozes
10. 1 2  DE SOUZA, Simone Machado (2005). «Atividade antibacteriana de cumarinas naturais e derivados». Dissertação de Mestrado de Biotecnologia – Universidade Federal de Santa Catarina
11. 1 2  DIAS, Ana Rita da Silva Vargas Guerreiro (2015). «Cumarinas: Origem, distribuição e efeitos tóxicos.». Instituto superior de ciências da saude egas Moniz
12. ↑  LEÃO, A. R. (Julho de 2005). [www.revistas.ufg.br/REF/article/download/1943/1876/0 «Preliminary clinical toxicological approach of Viticromin® in vitiligo's patient»] Verifique valor |url= (ajuda). Revista Eletrônica de Farmácia, vol 2 (1), 15-23, 2005. Consultado em 10 de julho de 2019
13. ↑  FLATO, U. A. P. (2011). «Novos anticoagulantes em cuidados intensivos» (PDF). Rev Bras Ter Intensiva. 2011; 23(1):68-77. Consultado em 10 de julho de 2019
14. 1 2  Hamerschlak & Rosenfeld (1996). «Heparina e anticoagulantes na trombose venosa e embolia pulmonar». Arq Bras Cardiol volume 67, (nº 3)